# Hans-Wolfgang Theobald

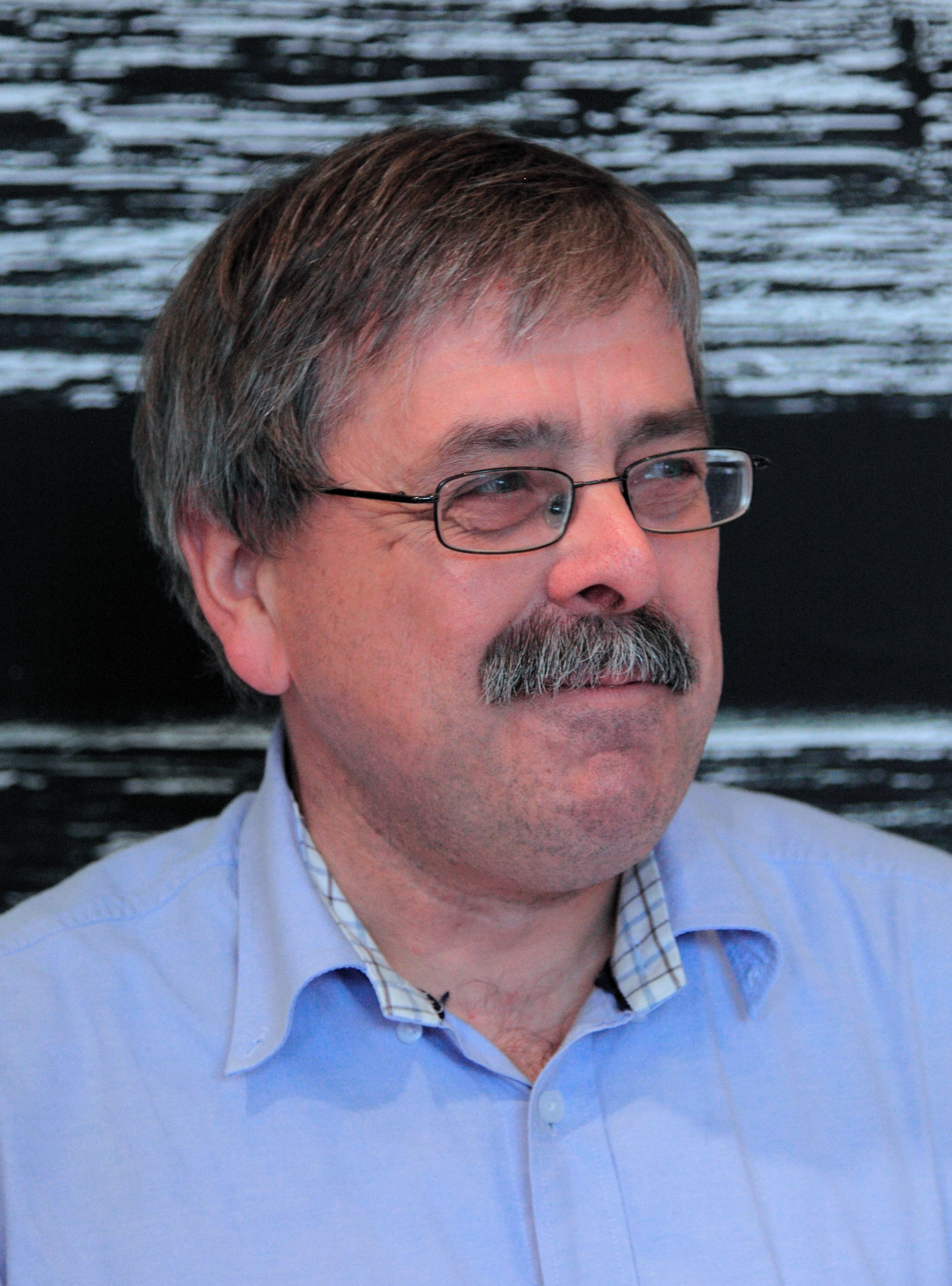
Hans Wolfgang Theobald (2011)

Hans-Wolfgang Theobald (* 1954 in Würzburg) ist ein deutscher Orgelbauer, Musikwissenschaftler und Kirchenmusiker.

## Leben
Hans-Wolfgang Theobald wurde 1954 in Würzburg geboren. Von 1963 bis 1982 war er Mitglied bei den Würzburger Domsingknaben. Er entschloss sich bereits als Jugendlicher, den Beruf des Orgelbauers zu ergreifen. Von 1975 bis 1978 absolvierte er eine Lehre bei Otto Hoffmann in Ostheim vor der Rhön. Für sein Gesellenstück wurde er beim Praktischen Leistungswettbewerb der Deutschen Handwerksjugend als 1. Bundessieger ausgezeichnet. Das mit der Auszeichnung verbundene Stipendium ermöglichte ihm ein Studium an der Universität Würzburg, wo er von 1978 bis 1986 die Fächer Geschichte, Volkskunde und Musikwissenschaft studierte. Im Jahr 1988 promovierte er mit einer Arbeit über den Orgelbauer Johann Georg Markert aus Ostheim, bei dessen Enkel und Werkstattnachfolger Otto Hoffmann er seine Ausbildung absolviert hatte.
Theobald war als Kirchenmusiker an verschiedenen Kirchen tätig, so an der Heilig-Kreuz-Kirche in Würzburg, St. Maria Königin in Ostheim vor der Rhön, an St. Michael in Merl (Meckenheim) und an St. Marien in Bonn. Von 1982 bis 2022 war er bei der Orgelbaufirma Johannes Klais in Bonn als Techniker und Leiter der Restaurierungsabteilung tätig. Projektierung und Planung von Orgelneubauten und Restaurierungen bildeten die Schwerpunkte seiner Arbeit. Zusammen mit Philipp Klais und Clemens Ganz plante und organisierte er unter anderem den Neubau der Orgel im Langhaus des Kölner Doms, die 1998 eingeweiht wurde. Er konzipierte als Gutachter Instandsetzung, Umbau und Erweiterung von zahlreichen überregional bedeutsamen, oft unter Denkmalschutz stehenden historischen Orgeln.
Theobald schreibt Beiträge über Orgelprojekte und historische Orgeln für die Zeitschriften Ars Organi und Acta Organologica der Gesellschaft der Orgelfreunde (GdO), für die Verbandszeitschrift Musica sacra und für das ISO Journal, die Fachzeitschrift der International Society of Organbuilders (ISO).
Er war zudem im Bereich der Ausbildung zum „Restaurator im Handwerk“ als Dozent an der gewerblichen Oscar-Walcker-Schule in Ludwigsburg tätig und hält Vorträge bei Orgeltagungen. Seit 2011 ist Theobald Mitglied des Hauptausschusses der Gesellschaft der Orgelfreunde (GdO).

## Unter Theobald restaurierte historische Orgeln (Auswahl)
- Vorenweg-Orgel (1788) der Stiftskirche Cappenberg
- Köhler-Orgel beide Chororgeln (1753/59) in Kloster Ebrach
- Johann-Heinssen-Orgel (1836) in Götzendorf bei Amberg
- Funtsch-Orgel (1767) der Wallfahrtskirche Habsberg
- Steinmeyer-Orgel (1885) in der Stadtkirche St. Marien Hof
- Klausing-Orgel (1710) in St. Kiliani (Höxter)
- Stumm-Orgel (1809) in der Evangelischen Kirche in Kleinich
- Paul-Prescher-Orgel (1683) in Niederschönenfeld
- Gabler-Orgel der Klosterkirche Ochsenhausen (1734/1757), gemeinsam mit Orgelbau Kuhn
- Christian-Ludwig-König-Orgel (1768) in St. Martinus (Ollheim)
- Johann-Heinrich-Mundt-Orgel (1673) der Teynkirche in der Prager Altstadt
- Späth-Orgel (1750) in St. Oswald (Regensburg)
- Holzhey-Orgel (1793) der Klosterkirche Rot an der Rot
- Freiwiß-Orgel (1747) im Augustiner-Chorherren-Stift Rottenbuch
- Pfleger-Orgel (1661) in der Loreto-Kapelle in Stockach[4]
- Walcker-Orgel (1878) der Votivkirche (Wien)

## Veröffentlichungen (Auswahl)
- Hans-Wolfgang Theobald (Autor), Evangelische Kirchengemeinde Kleinich (Hrsg.): Einweihung der restaurierten Stumm-Orgel in der Evangelischen Kirche zu Kleinich am Sonntag, dem 8. Juni 1986, um 14.30 Uhr. Kleinich 1986, [ohne ISBN].
- mit Hermann Fischer, Theodor Wohnhaas: Das Positiv von St. Georg in Dinkelsbühl. In: Musik in Bayern, Nr. 38, 1989, S. 33–73.
- Der Ostheimer Orgelbauer Johann Georg Markert und sein Werk: ein Beitrag zur Geschichte des Orgelbaus in Thüringen im 19. Jahrhundert. Verlag Hans Schneider, Tutzing 1990, ISBN 3795206413.
- Die Orgel von Adrien Joseph Pottier (1759) in der St.-Michaels-Kirche zu Vogtsburg-Niederrotweil. In: Acta Organologica, Bd. 22, 1991, S. 249–278.
- Die Holzhey-Orgel von 1793 in Rot an der Rot. In: Acta Organologica, Bd. 24, 1994, S. 269–358.
- mit Hermann Fischer: Die rheinischen Orgelbauer Balthasar und Christian Ludwig König (online, PDF; 565 kB)
- mit Friedrich W. Riedel: Die Orgel von St. Paulin in Trier, Worms 2004.